# Moara Vlăsiei
Moara Vlăsiei là một xã thuộc hạt Ilfov, România. Dân số thời điểm năm 2002 là 5848 người.